# Isolona cauliflora
Isolona cauliflora är en kirimojaväxtart som beskrevs av Bernard Verdcourt. Isolona cauliflora ingår i släktet Isolona och familjen kirimojaväxter. IUCN kategoriserar arten globalt som starkt hotad. Inga underarter finns listade i Catalogue of Life.